# Dmitrij Alekszandrovics Jasanykin
Dmitrij Alekszandrovics Jasanykin (előfordul Jasankin alakban is) (Kazany, 1977. szeptember 8. –) a testépítés és a fitnesz sportmestere; háromszoros fitneszvilágbajnok (2000, 2004, 2006);  Mr. Fitness Universe tornagyőztes (2001);  amerikai Arnold Classic kategóriagyőztes (2012); valamint Oroszország bajnoka testépítésben (2000, 2004, 2005, 2006).

## Pályafutása
Egészen kiskorában súlyemeléssel kezdett foglalkozni testépítő apja, Alekszandr Szergejevics Jasanykin – 28-szoros orosz bajnok és nyolcszoros világbajnok – irányítása mellett. 11 évesen az Uljanovszki terület súlyemelőbajnoka lett a 11–12 éves korosztályban. 15 évesen megnyerte Uljanovszk régió testépítő-bajnokságát. 1995-ben 2. helyezést ért el Oroszország ifjúsági testépítő-bajnokságán, majd két évvel később a férfiak mezőnyében második a 75 kilogrammos súlycsoportban.
2000-ben megnyerte Oroszország testépítő-bajnokságát, majd a fitnesz-Európa- és világbajnokságot is. 2001-ben másodszor is Oroszország és Európa bajnoka lett, és elnyerte a „Mr. Fitness Univerzum” címet. 2003-ban és 2004-ben ismét Oroszország bajnoka, 2004-ben pedig második helyet szerzett az Európa-bajnokságon. 2006-ban ismét fitneszvilágbajnoki címet szerzett. 2012-ben a klasszikus testépítés 75 kilogramm alatti amatőrök kategóriájában indult az amerikai Arnold Classic versenyen, amelyen a kategóriájában első helyezést ért el.
Apja 2016-ban Jekatyerinburgban megnyitotta a róla elnevezett „Jasanykin Fitness” fitneszközpontot. A márkanév alatt 2018-ban fiai kezdeményezésére online tanfolyam indult.